# Franz Wilhelm Kaiser
Franz Wilhelm Kaiser (* 1957 in Boppard) ist ein internationaler Kunstwissenschaftler und Ausstellungsmacher. Seit der Beendigung seiner jüngsten Anstellung als Direktor des Bucerius Kunst Forums in Hamburg im Mai 2019 ist er freiberuflich tätig. Er ist verheiratet mit der französischen Schriftstellerin und Publizistin Marie-Noël Rio. Beide wohnen in Hamburg und in Paris.

## Überblick
Franz Kaisers Auseinandersetzung mit Funktionen der Kunst – sowohl als gesellschaftliches Phänomen als auch als Freiraum zur individuellen Aneignung von Wirklichkeit – zeichnet sich durch ein ständiges Wechselspiel von Theorie und Praxis aus: Ausstellungskonzepte fußen auf theoretischen Studien und deren praktische Umsetzungen sind Realitätstests der Theorie, die im Zusammenhang mit der Ausstellung ein breiteres Publikum erreichen muss. Als übergeordnetes Motiv seiner thematisch breit gefächerten Ausstellungspraxis gilt ihm eine Frage, die jeder Künstler seiner Arbeit voranstellt und die für jedermann potenziell Anknüpfungspunkte bietet, nämlich die nach dem Verhältnis der Kunst zur Wirklichkeit. Selbst für abstrakte Maler wie Mondrian, Malewitsch oder Kandinsky stand diese Frage zentral. Insofern sowohl in der akademischen Kunstgeschichte als auch im dominierenden kunstkritischen Diskurs dieses Verhältnis primär als abbildendes, denotatives aufgefasst wird, versperren sie sich den Zugang zu einer komplexeren, ästhetischen Inhaltlichkeit, ohne den das Projekt aller Avantgarden letztlich unverständlich bleiben muss. Kunstgeschichte sowie der kunstkritische Diskurs sind originär europäische Disziplinen, und wäre Kunst nur eine Illustration von Wirklichkeit, dann würde sie in einer globalisierten Welt schnell redundant werden. Franz Wilhelm Kaiser erhofft sich denn auch von einem interdisziplinären Ansatz, der den ureigensten Bezug der Kunst zur Wirklichkeit zentral stellt, neue und für den Fortbestand der Kunst unerlässliche Denkwerkzeuge.

## Leben
Franz Wilhelm Kaiser studierte Erziehungswissenschaften in den Fächern Kunst, Geschichte, Soziologie und Philosophie an der Universität Kassel. 2006 wurde er mit einer Arbeit über das Verhältnis zwischen Kunst und Wirklichkeit Universität von Leiden promoviert.
Nach ersten Berufserfahrungen in der technischen Assistenz und der didaktischen Begleitung der Documenta 7 absolvierte er 1984 ein Volontariat im Van Abbemuseum, Eindhoven und war als Assistent des Künstlers und Kurators Johannes Gachnang für die Ausstellung Idee, Prozess, Ergebnis im Martin Gropius Bau Berlin sowie als Assistent des Gründungsdirektors Rudi Fuchs für die Eröffnungsausstellung Ouverture des Castello di Rivoli, Turin tätig. 1984 und 1985 war er an der Organisation der Nouvelle Biennale de Paris in der Grande Halle de la Villette beteiligt. 1985 bis 1986 arbeitete Franz Kaiser als Kurator des Le Nouveau Musée de Villeurbanne, Lyon. Darauf folgte von 1986 bis 1989 die erste Ausstellungsleitung am Le MAGASIN - Centre National d’Art Contemporain de Grenoble. Hier war er darüber hinaus an der Errichtung der École du MAGASIN beteiligt, einer damals neuen Form der Kuratorenaussbildung, die viel internationale Nachfolge fand.

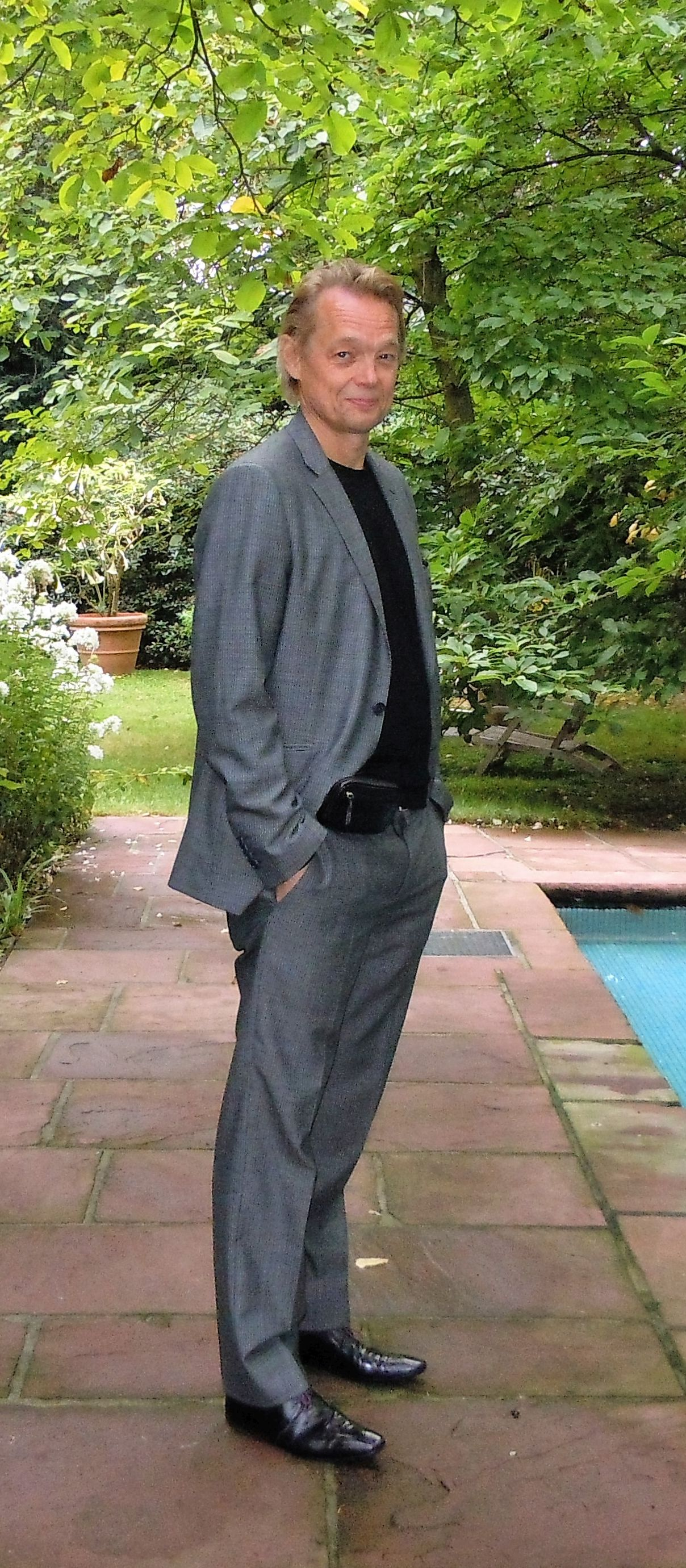
Franz Wilhelm Kaiser (2014)

Daneben kuratierte er freiberuflich die Ausstellung Meltem (mit Jean-Michel Alberola, Lothar Baumgarten, Clegg & Guttman, Jannis Kounellis, Sol LeWitt, Hermann Nitsch, Giulio Paolini, Sarkis, Serge Spitzer, Pierre Weiss sowie der Oresteia von Iannis Xenakis) im Château d'Oiron, das in der Folge als Centre National d’Art institutionalisiert wurde. Die Künstler interpretierten mit in-situ Arbeiten die spektakuläre Architektur des Renaissance Schlosses. Die von Lothar Baumgarten realisierte Arbeit Les animaux de la pleine lune wurde vom französischen Staat angekauft.
Von 1989 bis 2016 war Franz Kaiser Ausstellungsdirektor am Gemeentemuseum Den Haag, einschließlich dem Fotomuseum Den Haag und dem GEM - Museum für zeitgenössische Kunst. Im Rahmen der Restrukturierung des Museums im Hinblick auf dessen Privatisierung im Jahre 1998 war er maßgeblich an der Entwicklung eines neuen Ausstellungssektors beteiligt, der eine Rationalisierung der Ausstellungsproduktion und Erhöhung der Ausstellungsfrequenz ermöglichte. Im Rahmen dieser Tätigkeit erweiterte er das Spektrum seiner eigenen Ausstellungstätigkeit von der zeitgenössischen Kunst über die klassische Moderne bis hin ins 19. Jahrhundert. Dabei kooperierte er mit Häusern wie dem Puschkin-Museum, dem russischen Staatsmuseum, der Tate Gallery, dem Centre Pompidou, dem Museum Ludwig in Köln, der Pinakothek der Moderne in München, dem Lenbachhaus u. v. a. und entwickelte intellektuell eindrückliche wie in der Besucherorientierung überzeugende Ausstellungskonzepte. Vom 1. Juni 2016 bis zum 31. Mai 2019 war er Direktor des von der ZEIT-Stiftung initiierten Bucerius Kunst Forum in Hamburg. Franz W. Kaiser ist Mitglied des Stiftungsrates der Karel Appel Stiftung, Amsterdam und seit 2010 Vizepräsident der Karel Appel Estate Foundation. Seit dem Sommersemester 2017 ist er Professor für Kunstgeschichte (Professur nach § 17 HmbHG) an der Hochschule für Bildende Künste Hamburg (HFBK).

## Ausstellungen (Auswahl)
- Insicuro Noncurante – Retrospektive von Alighiero Boetti. Le Nouveau Musée de Villeurbanne (Lyon), Nizza, Eindhoven, 1986–1987.[6]
- John Baldessari – Composition for Violin and Voices (males), Magasin/Centre national d’art contemporain de Grenoble, 1987.
- Meltem: Armando, Jean-Michel Alberola, Lothar Baumgarten, Joseph Beuys, James Brown, Glegg & Guttmann, Jannis Kounellis, Sol LeWitt, Herman Nitsch, Giulio Paolini, Sarkis, Serge Spitzer, Cy Twombly, Pierre Weiss. Château d’Oiron (Deux-Sèvres, Frankreich), Grenoble, 1987–1988.[7]
- Ger van Elk – De la nature des genres; im Auftrag der Association Française de l’Action Artistique und des Rijksdienst Beeldende Kunst. Grenoble, Düsseldorf, 1987–1988.[8][9]
- Paul-Armand Gette - Transect; im Auftrag des European Visual Arts Centre EVAC, Ipswich. Christchurch Mansion, Ipswich, 1990.[10]
- Rhizome – A European Art Exhibition: Bülent Evren, Shirazeh Houshiary, Anish Kapoor, Kazuo Katase, Edu Kisman, Jan Pei Ming, Hidetoshi Nagasawa, Iba Ndiaye, Joseph Semah, Sarkis; im Auftrag der Abteilung Flüchtlinge, Minderheiten und Asylbewerber des niederländischen Kultusministeriums (in Zusammenarbeit mit dem Rijksdienst Beeldende Kunst). Gemeentemuseum, Den Haag 1991.[11]
- Serge Spitzer – Index. Den Haag, Düsseldorf, Valencia, Leeds, 1992–1994.[12]
- Sol LeWitt Drawings Retrospective. Den Haag, Münster, Winterthur, Leeds, Paris, Boston, Baltimore 1993–1995.[13]
- Niele Toroni - Histoires de peintures / Interventions. Gemeentemuseum Den Haag / Stedelijk Museum Amsterdam, 1994.[14]
- Russische Avantgarde 1900–1930 - die Chudnovsky-Sammlung, St. Petersburg. Museum Paleis Lange Voorhout, Den Haag, 1995.[15]
- Kunst als Widerstand, Deutsche Malerei zwischen den Kriegen - die Sammlung Marvin und Janet Fishman. Museum Paleis Lange Voorhout, Den Haag, Helsinki, Stockholm, Brüssel, 1995.[16][17]
- Von Monet bis Matisse – Meisterwerke aus dem Puschkin-Museum (in Zusammenarbeit mit dem Puschkin-Museum), Den Haag 1996.[18]
- Wols – der Maler als Fotograf (in Zusammenarbeit mit dem Goethe-Institut und dem Institut für Auslandsbeziehungen). Den Haag, 1999.[19]
- Kunst und Religion in Russland (in Zusammenarbeit mit dem Russischen Staatsmusem, St. Petersburg). Den Haag, 2003.[20]
- Hans Hartung – conceptuel avant la lettre; im Auftrag der Fondation Hans Hartung et Anna Eva Bergman. Issoudin, Den Haag, Dunkerque, Angers, Madrid, 2003–2008.[21]
- Arnulf Rainer et sa collection d’Art Brut; im Auftrag des Maison Rouge, Paris. Paris, Den Haag, Gent/Deurle 2005–2006.[22]
- 7. Sieben Künstler im Roger Raveelmuseum: Amedée Cortier, Raoul de Keyser, René Heyvaert, Guy Mees, Roger Raveel, Dan van Severen, Marthe Wéry; im Auftrag der Cera Holding. Roger Raveelmuseum, Machelen-aan-de-Lei, Belgien, 2007.
- Cézanne, Picasso, Mondrian (in Zusammenarbeit mit der Réunion des Musées Nationaux und dem Musée Granet, Aix-en-Provence). Den Haag, 2009.[23]
- Imi Knoebel - Fishing (in Zusammenarbeit mit der Deutschen Bank Kunst, Frankfurt a. M.), Den Haag 2010.[24]
- Kandinsky und Der Blaue Reiter (in Zusammenarbeit mit der Städtischen Galerie im Lenbachhaus, München), Den Haag, 2010.[25]
- Markus Lüpertz – In Divine Light. Den Haag, 2011.[26]
- Paris, Stadt der Modernen Kunst (in Zusammenarbeit mit dem Centre Pompidou, Paris), Den Haag 2011.[27]
- Gustave Caillebotte – ein Impressionist und die Fotografie (in Zusammenarbeit mit der Schirn Kunsthalle, Frankfurt). Den Haag, 2013.[28]
- Mark Rothko (in Zusammenarbeit mit der National Gallery of Art, Washington D.C.). Den Haag, 2014.[29]
- Anton Corbijn – Hollands Deep. Den Haag, Berlin 2015–2016.[30]
- Jürgen Partenheimer – Das Archiv (in Zusammenarbeit mit der Pinakothek der Moderne, München). Den Haag, 2015.[31]
- Robert Barry – Works 1962 until present. Galerie Greta Meert, Brüssel, 2015.[32]
- Karel Appel Retrospective. Den Haag, 2016.[33]
- Die Geburt des Kunstmarktes - Rembrandt, Ruisdael, van Goyen und die Künstler des Goldenen Zeitalters. Bucerius Kunst Forum, Hamburg 2017.[34]
- Anton Corbijn - The Living and the Dead. Hamburg 2018.[35]
- Karel Appel - Figure / Paysage. Galerie Almine Rech, Paris 2019.
- Amerika! - Disney | Rockwell | Pollock | Warhol. Hamburg 2019.[36]